# Schefflera racemosa
Schefflera racemosa är en araliaväxtart som först beskrevs av Robert Wight, och fick sitt nu gällande namn av Hermann August Theodor Harms. Schefflera racemosa ingår i släktet Schefflera och familjen araliaväxter. Inga underarter finns listade.

## Bildgalleri

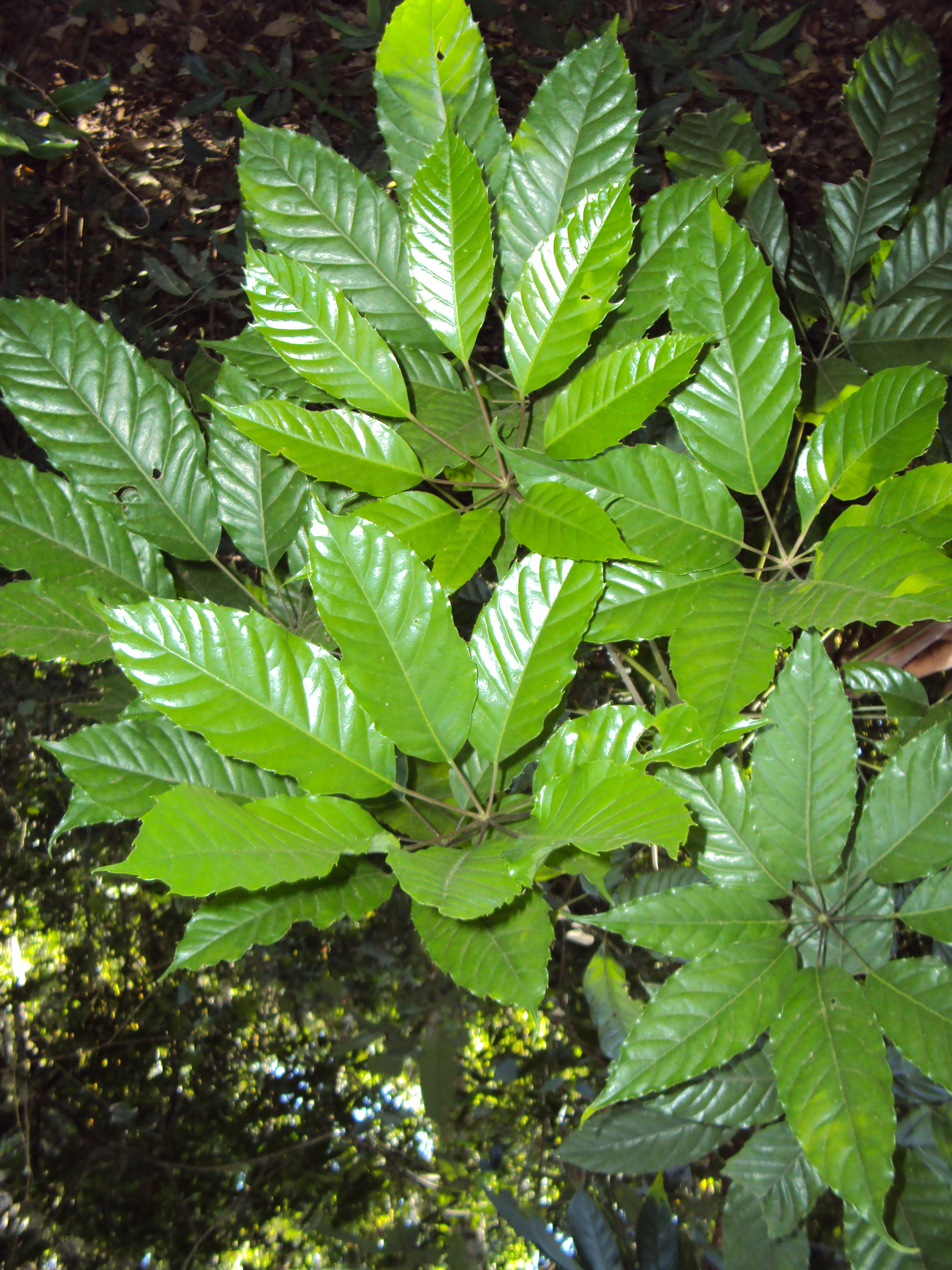
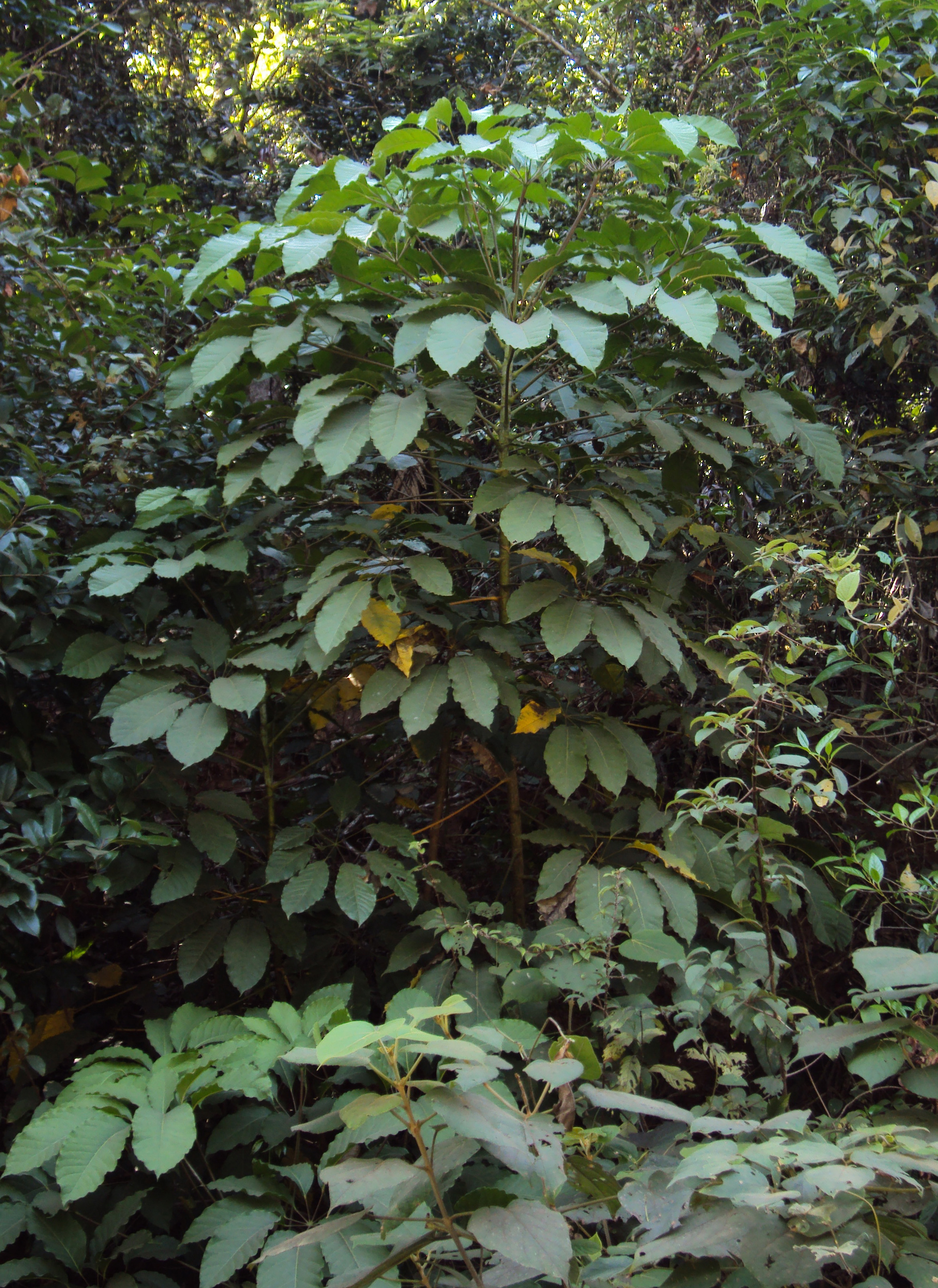
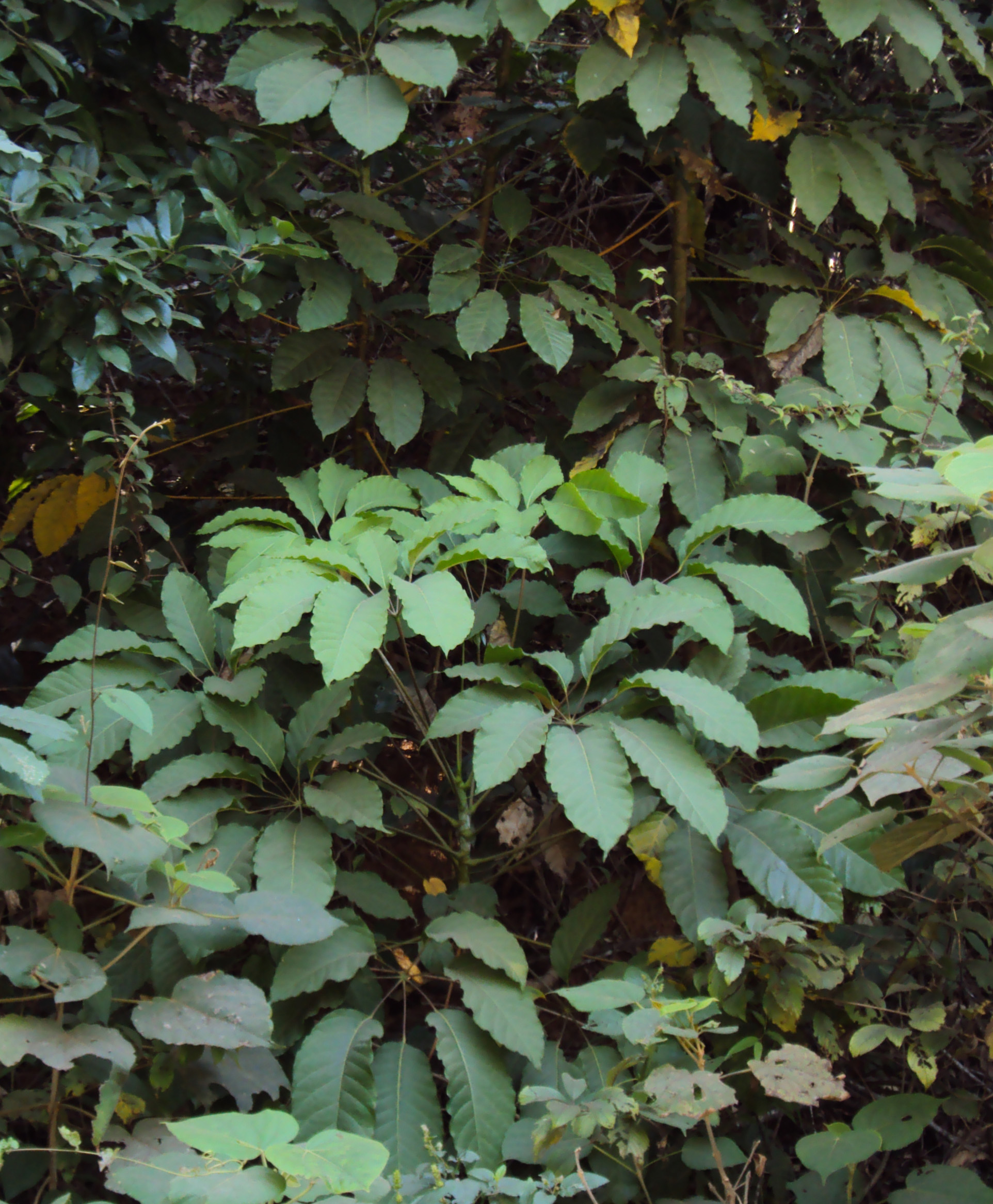
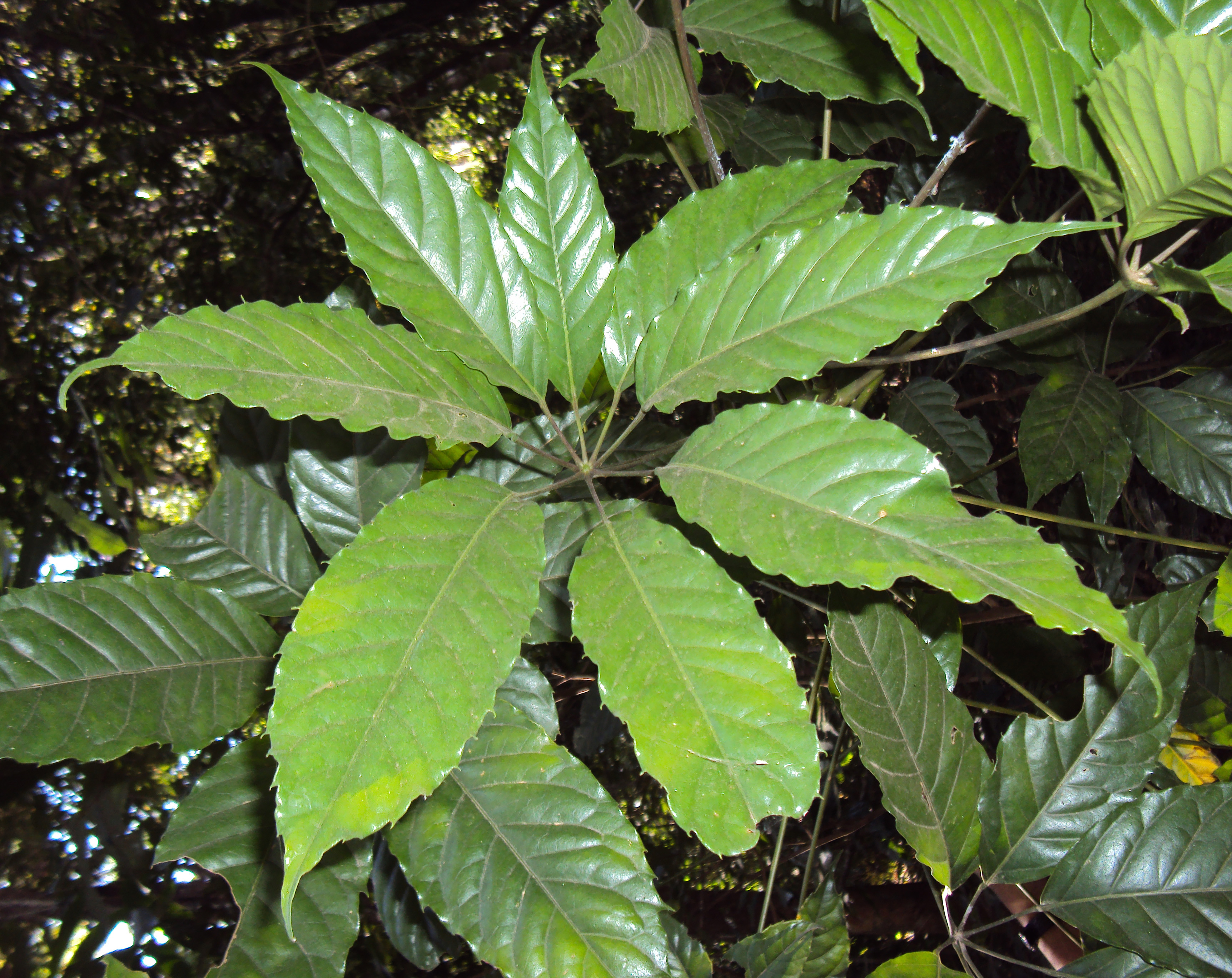